# Distribució de Chernoff
En teoria de la probabilitat, la distribució de Chernoff, anomenada després d'Herman Chernoff, és la distribució de probabilitat de la variable aleatòria
{\displaystyle Z={\underset {s\in \mathbf {R} }{\operatorname {argmax} }}\ (W(s)-s^{2}),}
on W és un procés de Wiener "de dues cares" (o " moviment brownià " de dues cares) que satisfà W (0) = 0. Si
{\displaystyle V(a,c)={\underset {s\in \mathbf {R} }{\operatorname {argmax} }}\ (W(s)-c(s-a)^{2}),}
llavors V (0,c) té densitat
{\displaystyle f_{c}(t)={\frac {1}{2}}g_{c}(t)g_{c}(-t)}
on gc té transformada de Fourier donada per
{\displaystyle {\hat {g}}_{c}(s)={\frac {(2/c)^{1/3}}{\operatorname {Ai} (i(2c^{2})^{-1/3}s)}},\ \ \ s\in \mathbf {R} }
i on Ai és la funció Airy. Així, f c és simètrica sobre 0 i la densitat ƒ Z = ƒ1 . Groeneboom (1989) ho demostra
{\displaystyle f_{Z}(z)\sim {\frac {1}{2}}{\frac {4^{4/3}|z|}{\operatorname {Ai} '({\tilde {a}}_{1})}}\exp \left(-{\frac {2}{3}}|z|^{3}+2^{1/3}{\tilde {a}}_{1}|z|\right){\text{ as }}z\rightarrow \infty }

## Història
Groeneboom, Lalley i Temme afirmen que la primera investigació d'aquesta distribució va ser probablement per Chernoff l'any 1964, que va estudiar el comportament d'un determinat estimador d'un mode. En el seu article, Chernoff va caracteritzar la distribució mitjançant una representació analítica mitjançant l'equació de calor amb condicions de límit adequades. Els intents inicials d'aproximar la distribució de Chernoff mitjançant la resolució de l'equació de calor, però, no van aconseguir una precisió satisfactòria a causa de la naturalesa de les condicions de contorn. El càlcul de la distribució s'aborda, per exemple, a Groeneboom i Wellner (2001).
La connexió de la distribució de Chernoff amb les funcions d'Airy també es va trobar de manera independent per Daniels i Skyrme i Temme, tal com es cita a Groeneboom, Lalley i Temme. Aquests dos articles, juntament amb Groeneboom (1989), van ser escrits el 1984.